# افشین کمایی
افشین کمایی یکی از بازیکنان فوتبال ایران است. این بازیکن در طول در دوران حضورش، در تیم‌های مختلفی من‌جمله استقلال اهواز مشارکت داشته‌است.

## دوپینگ
وی در زمستان ۱۳۸۶ به علت دوپینگ به مدت دو سال از حضور در میادین ورزشی محروم شد.